# درب آهنی
درب آهنی یا باب الحدید (به انگلیسی: Cairo Station) یک فیلم درام مصری محصول ۱۹۵۸ به کارگردانی یوسف شاهین، تهیه‌کنندگی گابریل تلحمی و با بازی یوسف شاهین، فرید شوقی، هند رستم و حسن البارودی است. این فیلم در هشتمین جشنواره فیلم برلین شرکت کرد و برای رقابت برای جایزه اسکار بهترین فیلم خارجی زبان انتخاب شد. باب الحدید را یکی از مهم‌ترین فیلم‌های عربی در تمام دوران می‌دانند.
این فیلم در ژانر نئورئالیست و یک فیلم نوآر است

## قصه فیلم
حوادث فیلم حول محور «قنوی» (یوسف شاهین)، روزنامه‌فروش مشکل دار روانی می‌چرخد که توسط «هنومه» (هند رستم) تحریک می‌شود. دختر به او احساس نشان می‌دهد، اما قصد ازدواج با ابوسری (فرید شوقی) را دارد. وقتی هانوما برای ازدواج آماده می‌شود، قنوی تصمیم می‌گیرد او را بکشد، اما به اشتباه دختر دیگری را می‌کشد و سعی می‌کند نامزد حنومه، «ابو سریع» (فرید شوقی) را متهم کند که موفق نمی‌شود و بدام می‌افتد. در نهایت قنوی به عنوان یک بیمار روانی دستگیر می‌شود.